# Spitalgasse 19 (Coburg)

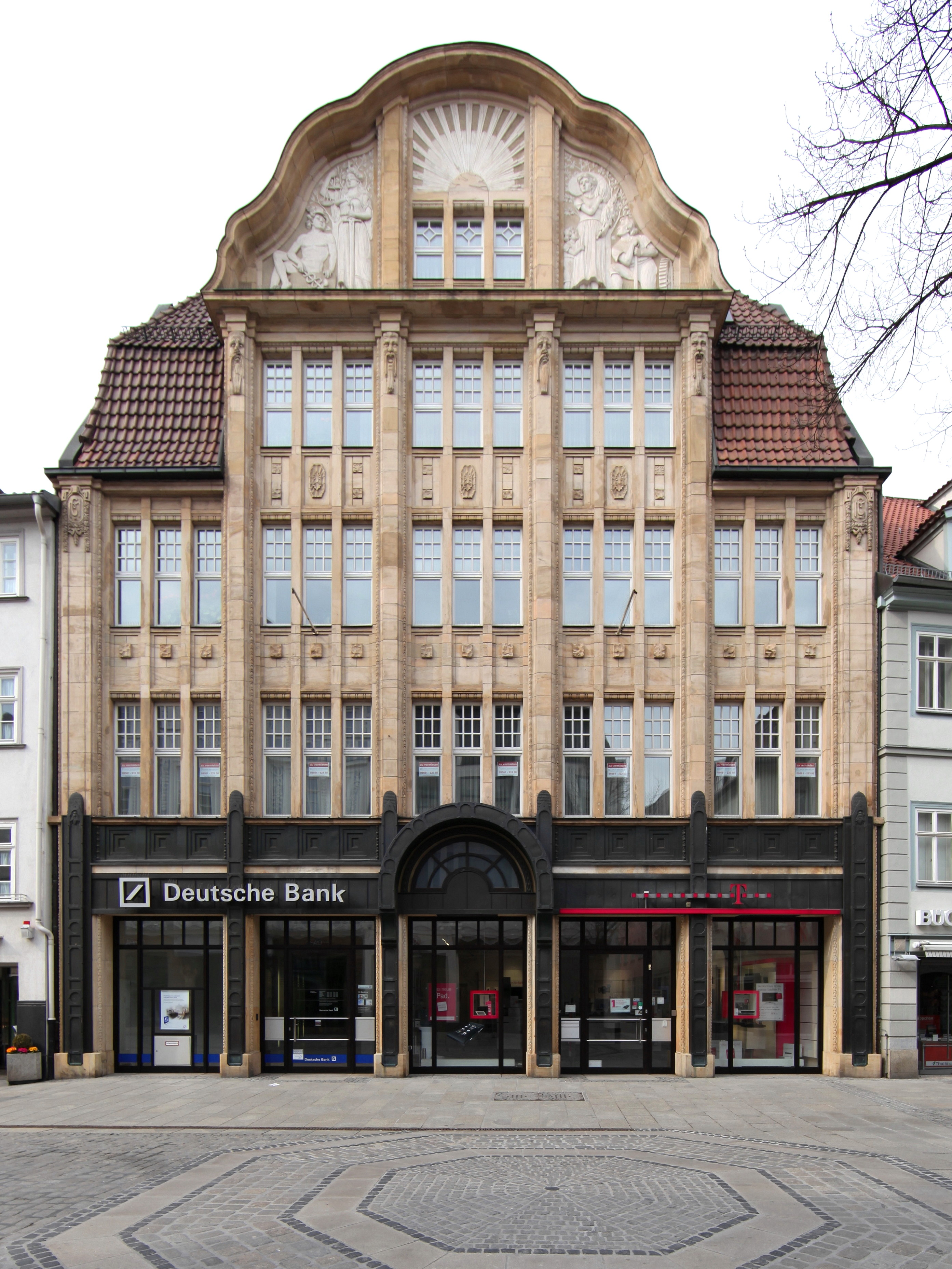
Spitalgasse 19, Coburg

Das Haus Spitalgasse 19 in Coburg ist ein Wohn-, Büro und Geschäftshaus, das von 1908 bis 1910 als Kaufhaus errichtet wurde. Der reich gegliederte Jugendstilbau steht als Baudenkmal in der Bayerischen Denkmalliste.

## Geschichte
Schon im Jahr 1496 wurde das Haus Spitalgasse 19 in den Hausbüchern von Ernst Cyriaci erwähnt und ab 1570 war in dem Gebäude der Gasthof „Zum Weißen Schwan“ angesiedelt, der zu den ersten Adressen in Coburg gehörte. Unter anderem übernachteten 1662 und 1668 Königin Christina von Schweden und 1782 Johann Wolfgang von Goethe im Weißen Schwan. 1858 erwarb Adam Leuthäuser aus Hildburghausen das Anwesen. Er veranlasste einen umfangreichen Umbau und eröffnete 1860 das Hotel Leuthäuser, das wieder erstes Haus am Platz war. 1883 übernahm Fritz Müller aus Jena das Hotel. Er ließ unter anderem, als einer der ersten in Coburg, elektrisches Licht installieren. 1863 übernachtete Otto von Bismarck, 1884 Franz Liszt, 1886 Johann Strauss und 1887 Kaiser Pedro II. von Brasilien im Hotel Leuthäuser. Im Jahr 1903 schloss Fritz Müller das Hotel Leuthäuser aus Altersgründen und aufgrund wachsender Konkurrenz und vermietete das Gebäude an das Einzelhandels-Unternehmen M. Conitzer & Söhne, das am 12. September 1903 ein Geschäft für Modewaren, Kurz-, Weiß- und Wollwaren, Möbelstoffe, Gardinen, Portieren und Teppiche eröffnete. Es war eine Zweigniederlassung der Gothaer Hauptniederlassung, die von Julius und Sally Israelski geführt wurde.
Die Coburger Filiale war ein Anschlussgeschäft des Unternehmens, das für den gemeinsamen Einkauf und ein einheitliches Marketing von mehr als 20 Häusern, überwiegend in Ost- und Norddeutschland, zuständig war. Gegründet wurde das Manufaktur- und Kurzwarengeschäft M. Conitzer & Söhne im Jahr 1882 von Moses Conitzer (1822–1902) und drei seiner Söhne in Marienwerder. Im Jahr 1927 bildete das Unternehmen eine Interessengemeinschaft mit der Einkaufszentrale von Hermann Tietz. Max Frank, verheiratet mit Jenny Augusta Israelski, und Adolf Friedländer, verheiratet mit deren jüngeren Schwester Lisa Israelski, waren Inhaber der selbstständigen Filiale in Coburg.
Im Jahr 1908 kaufte M. Conitzer & Söhne die Immobilie von Fritz Müller und veranlasste den Abbruch und den Neubau eines repräsentativen Kaufhauses, das am 8. März 1910 eröffnet wurde. Das größte Kaufhaus in Coburg zeichnete sich durch ideenreiche Werbung, die Preisauszeichnung und die Einführung der Barzahlung aus. Unter anderem veranstaltete es 1925 die erste Modenschau in Coburg. Nachdem M. Conitzer & Söhne – wie auch Abraham Friedmann (Generaldirektor des Fleischwarenunternehmens Großmann) – Ende 1928 erklärte, die Koks- und Stromabnahmen bei den städtischen Werken zu kündigen, sofern der dort angestellte Maschinenmeister Franz Schwede (Ortsgruppenleiter der NSDAP und Mitglied des Stadtrats) seine Verunglimpfungen in der Öffentlichkeit nicht einstellte, wurde das Kaufhaus Ziel zahlreicher nationalsozialistischer Angriffe. So wurde in der Nacht zum 23. Dezember 1929 der an der Außenfassade zwischen erstem und zweitem Obergeschoss angebrachte Weihnachtsbaum einschließlich elektrischer Beleuchtung heruntergeholt. Demonstranten zwangen das Kaufhaus im März 1933 zur zeitweiligen Schließung. 1935 kam die Enteignung durch die Nationalsozialisten und die nachfolgende Geschäftsübernahme durch Moritz Döring als Textil-Kaufhaus. Der erzwungene Verkauf erfolgte weit unter Wert. Der jüngere Inhaber Adolf Friedländer, der seinen Wohnsitz schon 1930 nach Berlin verlegt hatte, emigrierte 1939 und starb 1944 in Birmingham. Sein Partner Max Frank, der sein gesamtes Vermögen verlor, starb in Coburg am 8. Dezember 1938 an den Folgen von Misshandlungen durch SA-Mitglieder im Verlauf der Novemberpogrome und dessen durch eine Körperlähmung bettlägerige Frau Augusta Frank wurde nach Theresienstadt deportiert, wo sie am 18. April 1943 ermordet wurde.
Nach dem Zweiten Weltkrieg bekamen die Erben die Immobilie zurückübertragen und verkauften sie 1948 an das aus Ostpreußen stammende Unternehmen Brandt. Brandt eröffnete ein Kaufhaus für Eisenwaren, Haushaltsartikel, Spielwaren und Sportartikel und veranlasste in den folgenden Jahrzehnten einige Umbauten im Gebäudeinneren. 1982 musste Brandt das Kaufhaus schließen und veräußerte das Gebäude 1983 an die Deutsche Bank, die seitdem dort eine Filiale betreibt, die zuvor im Gebäude Mohrenstraße 34 ansässig war.
Ende 2008 erwarb ein Münchener Privatinvestor das Wohn-, Büro und Geschäftshaus mit einer Gesamtmietfläche von 1500 Quadratmetern von der Fondsgesellschaft L-Wave Grundstücksverwaltungsgesellschaft 11 mbH.

## Architektur

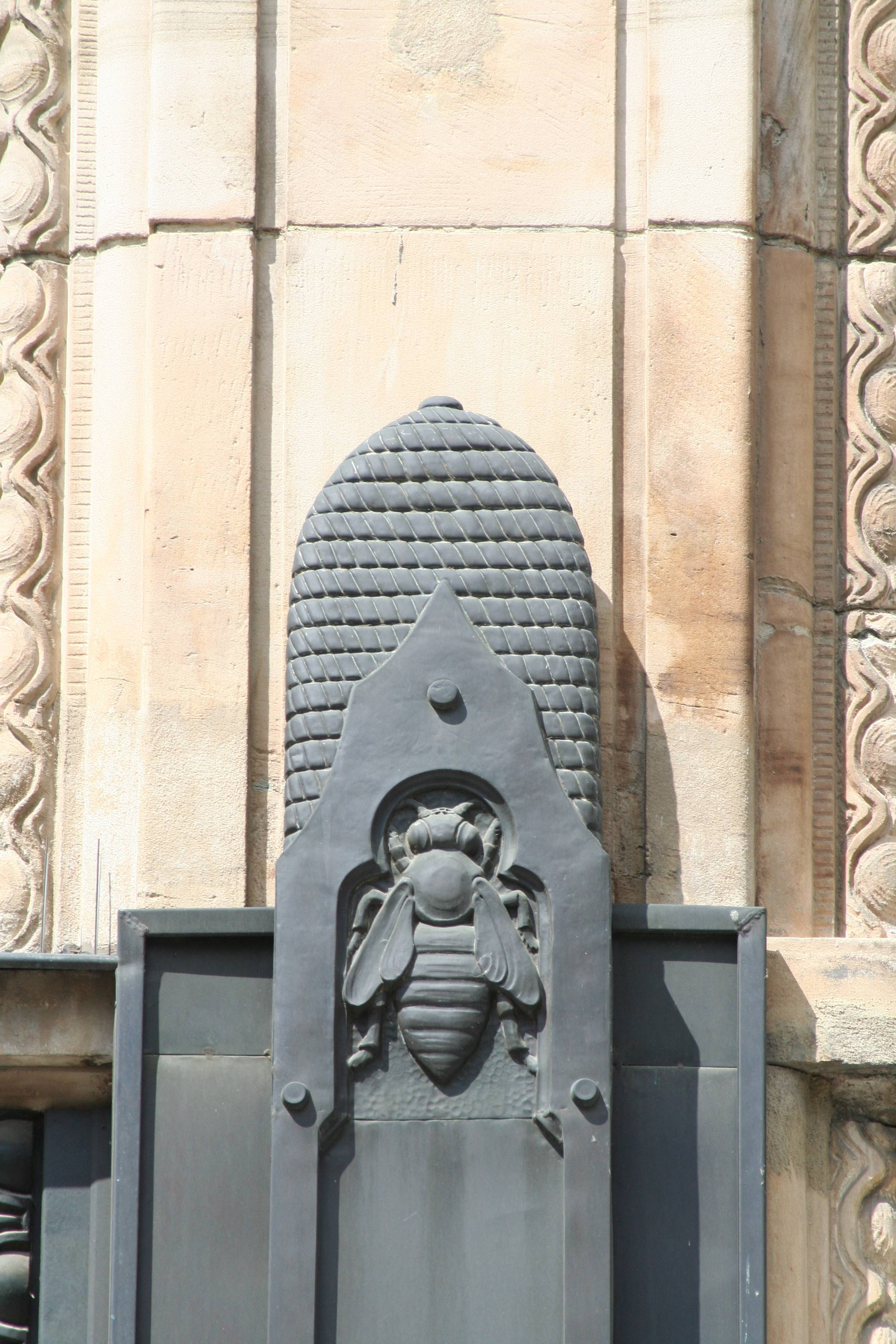
Bienenkorb und Biene

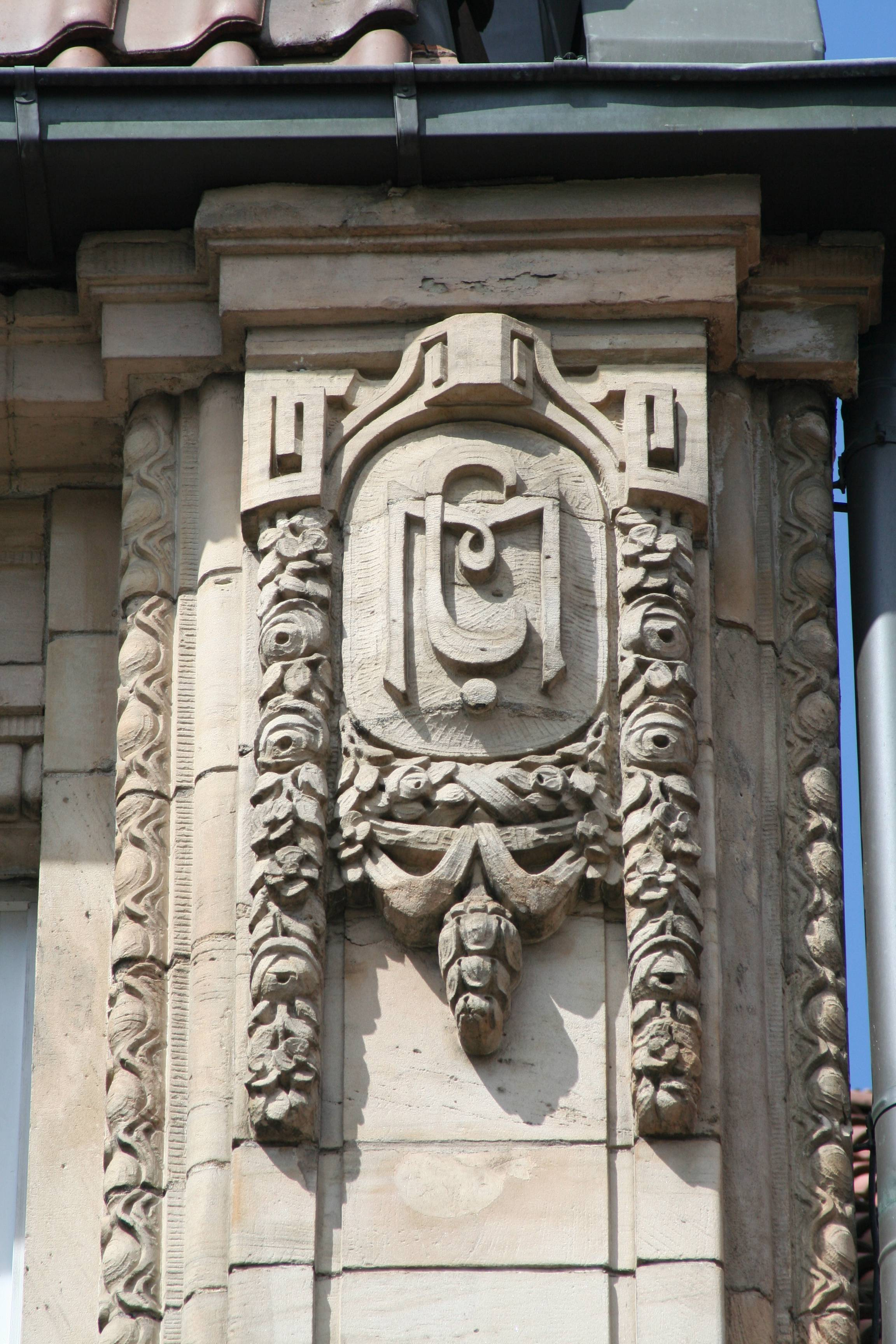
Initialen M und C für Moses Conitzer

Die Planung des Jugendstilgebäudes stammte vom Coburger Stadtbaurat Max Böhme, die Bauleitung hatte der Architekt Heinecke inne. Es ist ein bedeutendes Beispiel für die Architektur von Kaufhäusern am Anfang des 20. Jahrhunderts. Das Gebäude ist eine dreigeschossige Stahlbeton-Skelettkonstruktion, die ein Untergeschoss besitzt. Ein hohes Satteldach mit einem davor angeordneten halbierten Mansarddach und einem vorgesetzten Zwerchhaus sind weitere markante Bauteile.
Die Fassade zur Spitalgasse besteht im Erdgeschoss und im Bereich der Brüstung des 1. Obergeschosses vorwiegend aus einer dunklen Metallverkleidung, mit kassettierten Pilastern, die durch Darstellungen von Bienenkörben und Bienen, den Gewinn einfahrenden Fleiß symbolisierend, oben abgeschlossen sind. In den Obergeschossen ist nur die helle Sandsteinfassade vorhanden, die durch Pilaster in fünf vertikal ausgerichtete Teile gegliedert ist. Die äußeren Pilaster weisen oben eine Kartusche mit den Initialen des Unternehmensgründers M und C auf. Zwischen den Pilastern sind jeweils drei Fensterachsen mit ornamentierten Brüstungen angeordnet. Der geschweifte Giebel weist mittig drei Fenster auf, die seitlich und darüber mit figürlichen Flachreliefs und Sonnenstrahlen geschmückt sind.
Das Kaufhaus besaß im Inneren vier Verkaufsetagen auf, die über einen Fahrstuhl erschlossen wurden. Die Obergeschosse lagen galerieartig um einen Lichthof herum, der durch eine farbige Glasdecke nach oben abgeschlossen war. Das erste Obergeschoss wurde von der Rückseite über eine mittig angeordnete, dreiarmige Treppe erschlossen. Zusätzlich gab es ein Nebentreppenhaus mit Toilettenanlagen. 1956 wurden die Geschossdecken im Lichthof geschlossen, 1962 folgte eine Gebäudeerweiterung an der Rückfront zur Nägleinsgasse im Keller- und Erdgeschoss und 1964 eine Neugestaltung der Hauptfassade im Erdgeschoss. Ein neuer Aufzug an anderer Stelle ersetzte 1975 den bauzeitlichen Personenaufzug. Vor dem Einzug der Deutsche Bank AG wurde die Erdgeschossfassade geändert und die mittige Treppe hinter dem ehemaligen Lichthof abgerissen. 1997 folgte der Einbau eines Ladens.